# Ust'-Cilemskij rajon
L'Ust'-Cilemskij rajon  (in russo Усть-Цилемский?; in lingua komi: Чилимдін район) è un rajon (distretto) della Repubblica dei Komi, nella Russia settentrionale. Il capoluogo è il villaggio di Ust'-Cil'ma.